# لاسلو بي. ناغي
لاسلو بي. ناغي (بالمجرية: B. Nagy László)‏ هو صحفي ومهندس زراعي وسياسي مجري، ولد في 9 فبراير 1958 بسيجد في المجر. حزبياً، نشط في فيدس – الاتحاد المدني المجري. وقد انتخب عضو الجمعية الوطنية المجرية عن دائرة Csongrád-Csanád County 2nd constituency ‏ وقد انضم خلال فترته النيابية ‏ للكتلة البرلمانية فيدس – الاتحاد المدني المجري وفي الانتخابات البرلمانية المجرية 2014 ‏، انتخب عضو الجمعية الوطنية المجرية عن دائرة Csongrád-Csanád County 2nd constituency ‏ وقد انضم خلال فترته النيابية ‏ (6 مايو 2014 – ) للكتلة البرلمانية فيدس – الاتحاد المدني المجري.